# Shinji Ono
Shinji Ono (Prefectura de Shizuoka, Japó, 27 de setembre de 1979) és un futbolista japonès.

## Selecció japonesa
Shinji Ono va disputar 56 partits amb la selecció japonesa.